# Альтад
Альтад (также Апрад или Артад; лат. Altadus, Apradus или Artadus; умер, возможно, в 839) — епископ Женевы в первой половине IX века.

## Биография
Единственный нарративный источник о Альтаде — «Деяния Альдрика», где приведены тексты нескольких современных ему документов.
О происхождении и ранних годах жизни Альтада сведений в исторических источниках не сохранилось. Все свидетельства о нём относятся уже к тому времени, когда он был главой Женевской епархии.
Когда Альтад взошёл на епископскую кафедру в Женеве, точно не установлено. В наиболее раннем из сохранившихся средневековых списков глав местной епархии, созданном в XI веке при епископе Фредерике, предшественником Альтада назван епископ Вальтерн. О большинстве женевских епископов между жившим в середине VII века Паппулом II и Альтадом — Роберте, Аридане, Эгоадде, Альбо, Хупортунесе, Эвхерии, Губерте, Рененберте, Леутерии, Гозберте и Вальтерне — сведений почти не сохранилось. Даже точно не известно, все ли эти персоны действительно существовали. В некоторых современных списках глав Женевской епархии ими в период между 650 и 833 годами называются только Этоальд (664 год), Гозберт (в 769—770 годах) и Вальтерн (около 800 года).
Иногда Альтада называют участником созванного в 816 году в Ахене церковного собора. Однако, скорее всего, это мнение ошибочно. Первое достоверное свидетельство о Альтаде как главе Женевской епархии относится к 833 году, когда он участвовал в созванном в Вормсе церковном соборе. Здесь он подписал (лат. «Altadus Genavensis episcopus subscripsi») хартию епископа Санса Альдрика о переводе части монахов аббатства Святого Ремигия в Санс. В следующем году Альтад участвовал в синоде в Сансе, во время которого завизировал ещё один документ епископа Альдрика в пользу аббатства Святого Ремигия. В данном 6 сентября 838 года в Кьерзи-сюр-Уаз императором Людовиком I Благочестивым епископу Ле-Мана Альдрику документе также упоминается имя Альтада.
О дальнейшей судьбе Альтада достоверных сведений не сохранилось. Возможно, он умер уже в 839 году. В средневековых списках женевских епископов утверждалось, что Альтад управлял епархией тридцать три года. Ближайшими преемниками Альтада называются Домициан II и Бозон, о которых почти ничего не известно. Следующим упоминаемым в современных ему документах главой Женевской епархии был живший в 870-х годах епископ Ансегиз.